# Гранд-Жатт
Остров Гранд-Жатт (фр. Île de la Jatte, Île de la Grande Jatte) — остров на реке Сене, приблизительно 2 км длиной, расположенный в пригородах Парижа, в департаменте О-де-Сен между Нёйи-сюр-Сен и Леваллуа-Перре с одной стороны и Курбевуа с другой. Южная часть острова относится к коммуне Нёйи-сюр-Сен, а северная — к коммуне Леваллуа-Перре.

## География и история
Остров Жатт пересечен двумя мостами — мостом Левалуа на северной оконечности и мостом Курбевуа в середине. На острове Жатт, прежде носившем имя Гранд-Жатт, построен жилой квартал. На острове также расположены городские парки, из которых Сад храма любви находится на юге и соединён с правым берегом (Нёйи-сюр-Сен) переходом, а Парк острова Жатт расположен на северной оконечности острова вместе с пасеками и музеем Сены.
Остров Жатт является одним из фешенебельных и дорогих мест Парижа. Известен как место жительства многих парижских знаменитостей. Николя Саркози жил там со своей бывшей супругой. Многие известные актёры, певцы, журналисты проживают на этом острове.

## Отражение в искусстве
Остров стал знаменит благодаря картине Жоржа Сёра «Воскресный день на острове Гранд-Жатт», завершённой художником в мае 1886 года и хранящейся в Институте искусств в Чикаго.

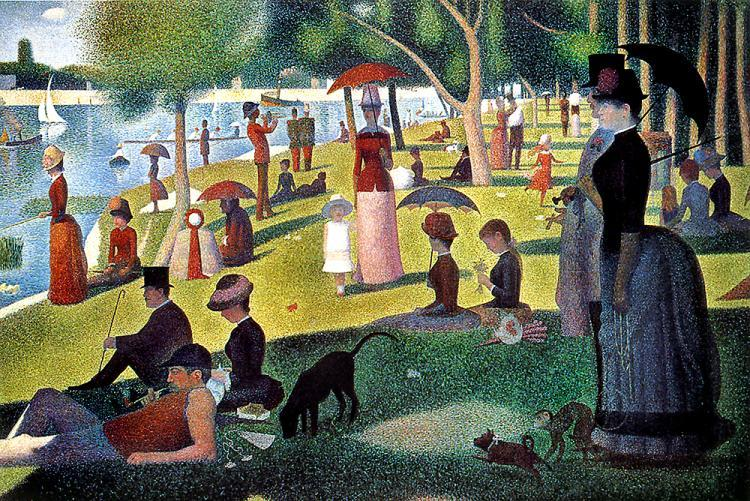
Ж. Сёра. Воскресный день на острове Гранд-Жатт. 1884—1886. Институт искусств (Чикаго)
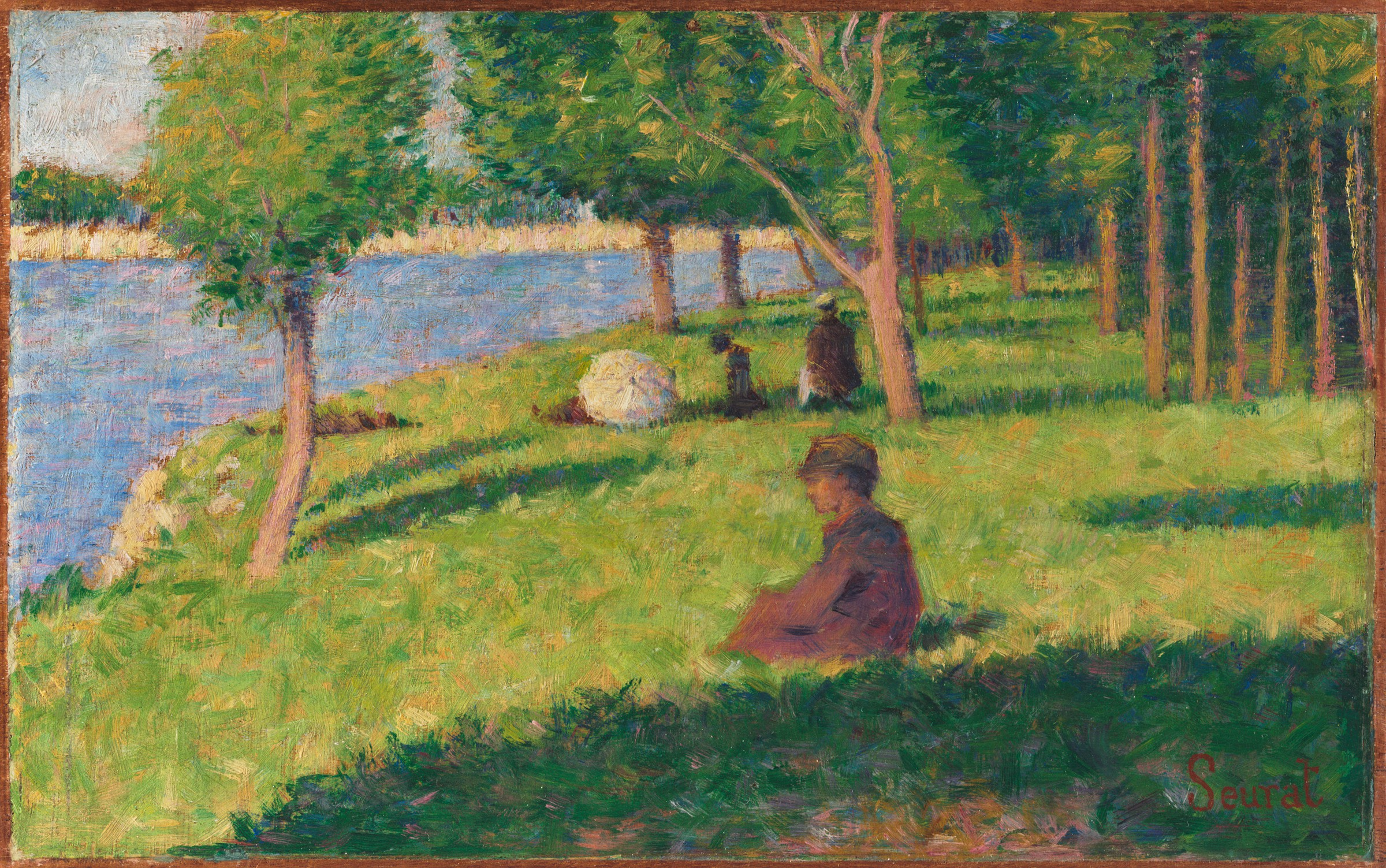
Сидящие фигуры. 1884
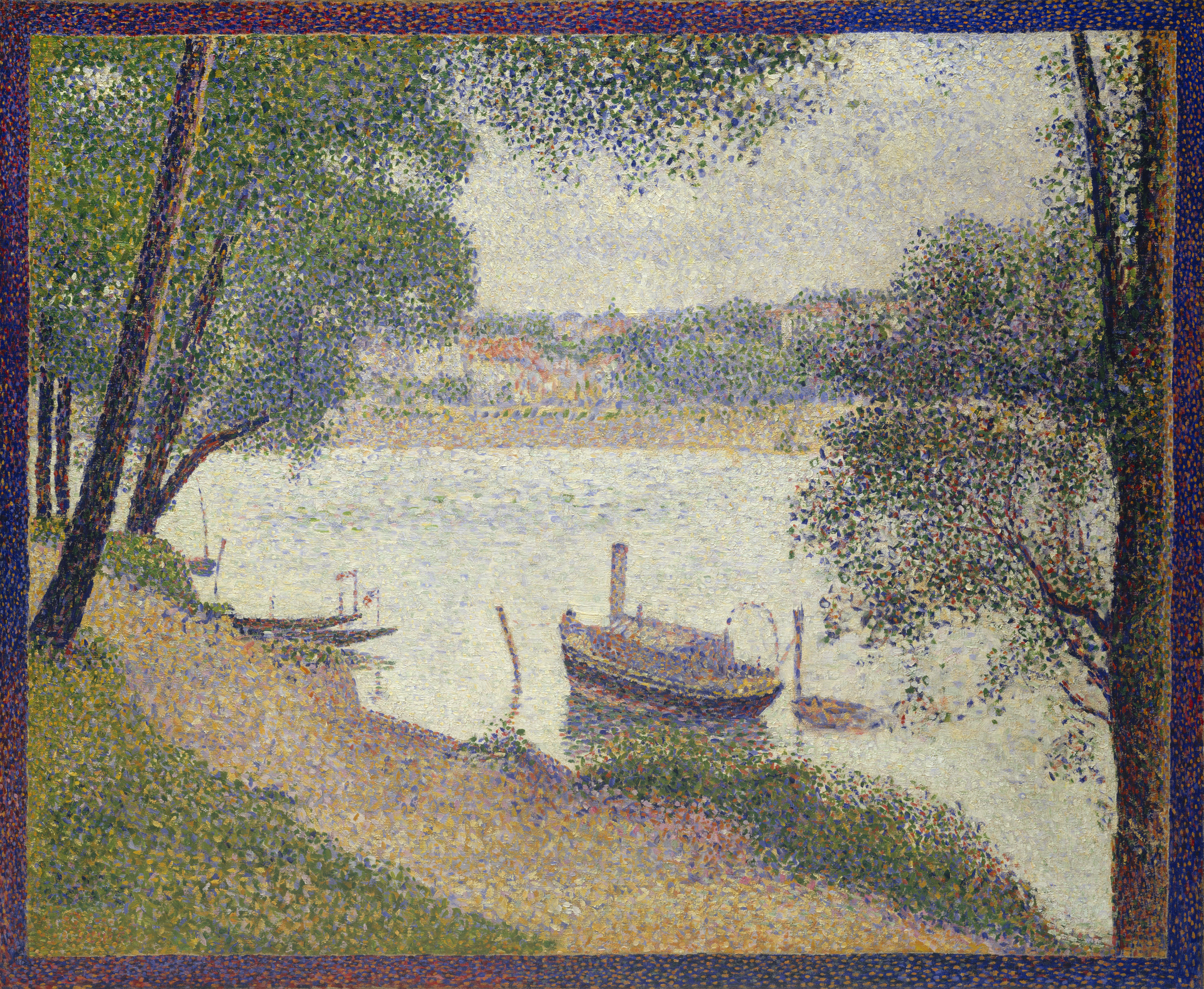
Серая погода. Гранд-Жатт. 1888
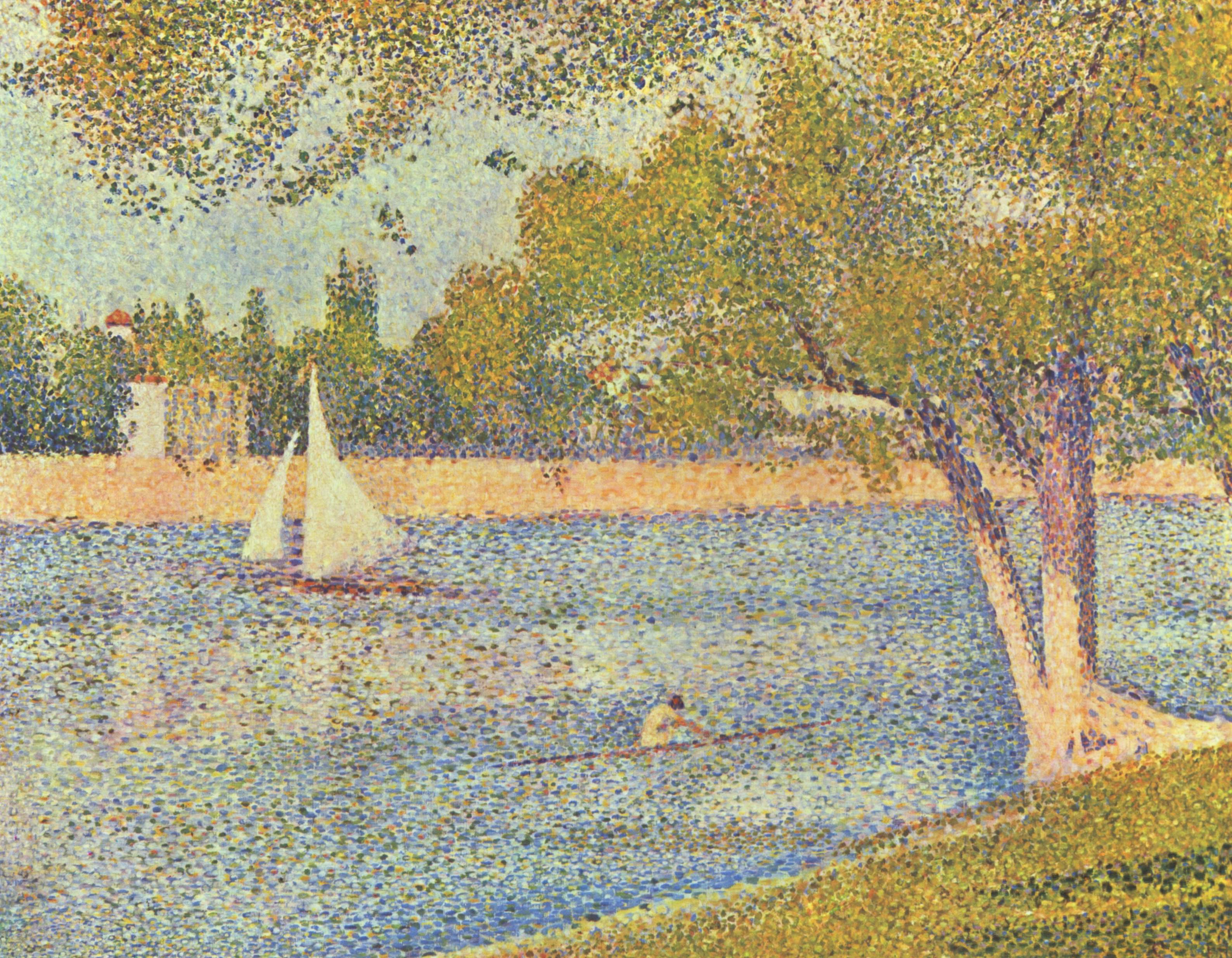
Сена близ острова Гранд-Жатт. 1888